# Gibbosoplites complacitus
Gibbosoplites complacitus là một loài tò vò trong họ Ichneumonidae.